# Dopo di me il diluvio
Dopo di me, il diluvio (After me, the Deluge) è un romanzo umoristico del 1973 scritto da Robert Forrest Webb e David Eliades sotto lo pseudonimo di David Forrest.

## Trama
Molti millenni dopo il primo diluvio universale, Dio – resosi conto della cattiveria presente nel mondo – decide di castigare i popoli della terra con un nuovo diluvio. Per fare ciò, decide di telefonare al giovane padre Benoit di Sant Pierre Des Monts per fargli costruire un'arca identica a quella di Noè, prima di far inondare il mondo il 14 Luglio. Sulle prime il prete non crede alle parole che sta ascoltando, ma poi si persuade e convince Dio a compiere dei miracoli affinché la popolazione non dubiti della bontà della sua opera.
Il primo miracolo avviene una mattina, quando il più grosso maiale del paese compare sulla statua della piazza centrale, allorché l'intero paese si convince del divino compito affidatogli. Il secondo miracolo avviene quando Dio decide di fare sentire a tutta la cittadinanza il coro degli angeli. Il terzo miracolo avviene quando tutti i clienti della segheria di Joliot disdicono le proprie prenotazioni rendendo disponibile tutta la legna necessaria per costruire l'arca.
Per mantenere alto il morale della popolazione e per avere più personale disponibile per la costruzione dell'arca, il sindaco Lorraine decide di concedere in blocco il sussidio di disoccupazione all'intero paese. La cosa getta nel panico l'ammiraglio Dordogne (il presidente francese in carica) a una settimana dalle elezioni nazionali. Resosi conto delle necessità di ripopolamento della terra, Dio compie un ulteriore miracolo: costringe tutti gli uomini a riprendere i rapporti coniugali, facendo anche fidanzare Toto con l'escort del paese Josephine in modo che nessuno possa più giacere con lei.
Una mattina il maldestro Morry, giornalista alle prime armi, si ritrova inconsapevolmente paracadutato nel centro della piazza. Sulle prime viene imprigionato, ma poi diviene un membro attivo per la costruzione dell'arca. Durante la sua permanenza informa il giornale per cui lavora su quanto sta accadendo a Sant Pierre Des Monts. La notizia fa il giro dei giornali e una moltitudine di persone si accalca fuori dalle mura del paese per salire sull'arca. La notizia dell'arca arriva anche in Vaticano e tre cardinali impongono a Padre Benoit di abbandonare la follia dell'arca, di aprirne le porte e di usarne le riserve di cibo presenti per sfamare chi si era arroccato fuori dalla cittadina, in modo da fermare le violenze che al di fuori delle mura si erano create.
Il 14 Luglio le porte della cittadina vengono aperte e le persone assiepate fuori invadono e incendiano l'arca e iniziano il saccheggio di Sant Pierre Des Monts. Vedendo lo scempio che sta avvenendo, Dio fa piovere sempre più forte fino a creare un vero e proprio diluvio che porta allo spegnimento del rogo dell'arca. Padre Benoit, Josephine e Morry, resisi conto dell'opera divina a cui stanno assistendo, si inginocchiano e pregano; Dio, compiaciuto, esprime a San Pietro tutta la propria gioia per aver convertito al suo amore tre anime.
Dal romanzo è liberamente ispirata la commedia musicale italiana in due atti di Garinei e Giovannini, Aggiungi un posto a tavola.

## Edizioni
- David Forrest, Dopo di me il diluvio, collana Oscar, n. 716, Milano, Mondadori, 1976.